# Bible polyglotte d'Anvers
 (juin 2020).
Si vous disposez d'ouvrages ou d'articles de référence ou si vous connaissez des sites web de qualité traitant du thème abordé ici, merci de compléter l'article en donnant les références utiles à sa vérifiabilité et en les liant à la section « Notes et références ».

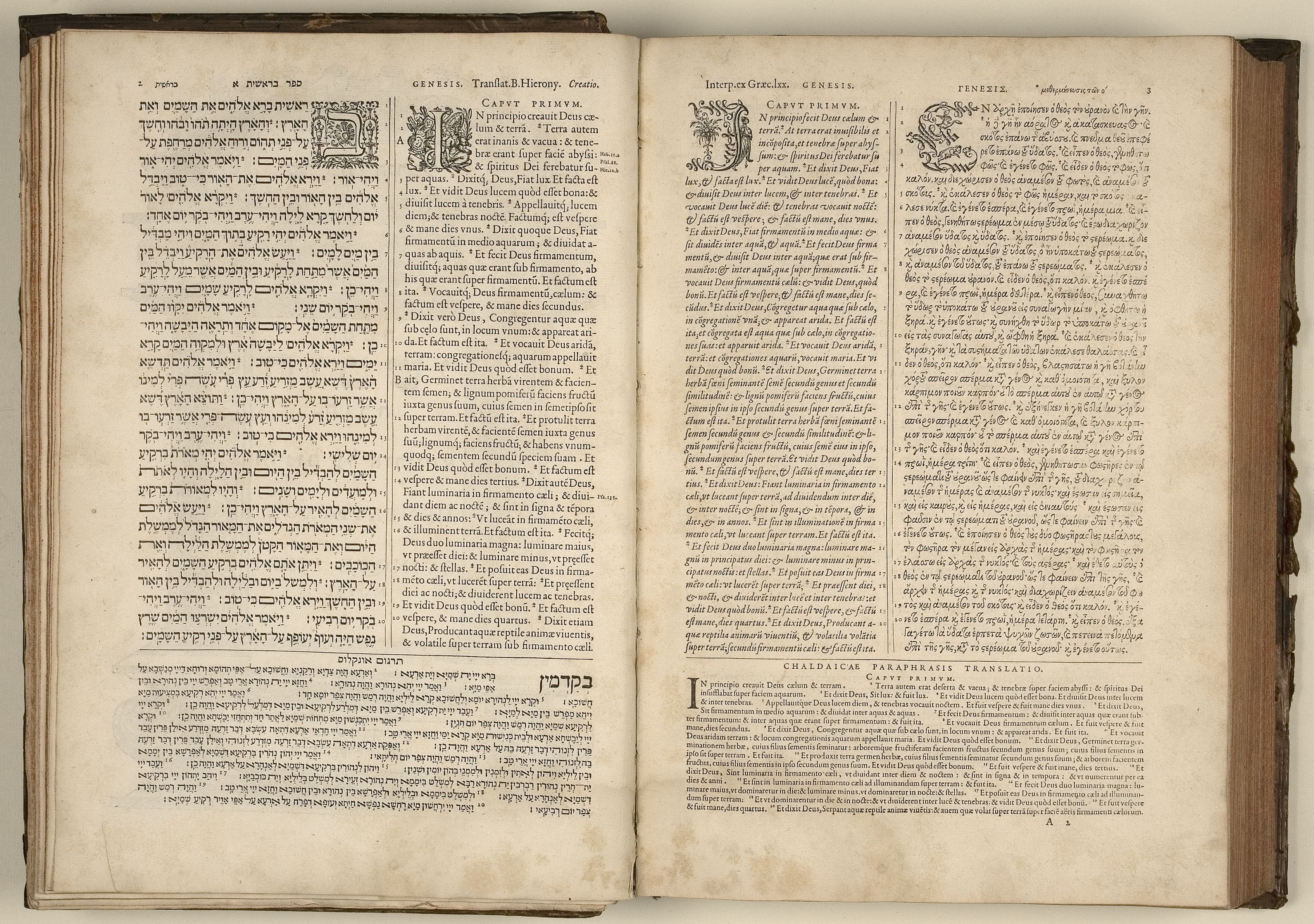
Pages de la Bible polyglotte d’Anvers.

La Bible polyglotte d'Anvers, dite aussi Bible royale, Biblia regia, Bible polyglotte de Plantin, ou encore Bible de Philippe II, est une édition de la Bible en plusieurs langues, réalisée sous le haut patronage du roi d'Espagne Philippe II, et sous la direction scientifique de Benito Arias Montano, par l'imprimeur anversois Christophe Plantin. Divisée en huit volumes, dont trois d'apparatus savant, elle est intitulée en latin Biblia sacra hebraice, chaldaice, græce et latine, Philippi II Regis Catholici pietate et studio ad Sacrosanctæ Ecclesiæ usum. L'impression commença en juillet 1568 et fut achevée le 31 mai 1572.

## Réalisation
L'initiative de l'entreprise revient à l'imprimeur Christophe Plantin : il eut l'idée de renouveler la Bible polyglotte d'Alcalá, tirée à 600 exemplaires et vite épuisée, une partie du tirage s'étant perdue dans un naufrage. En 1566, il fit réaliser des feuilles-modèles qu'il exposa à la foire de Francfort, suscitant l'intérêt de l'Électeur de Saxe Auguste Ier, champion du luthéranisme. Plantin sollicita alors le cardinal de Granvelle, archevêque de Malines, qui se chargea d'en parler au roi Philippe II d'Espagne, souverain des Pays-Bas. Celui-ci accueillit le projet avec enthousiasme : il finança et soutint de bout en bout la réalisation de l'entreprise, voulant même au début qu'on lui envoie une épreuve de chaque feuille pour la lire et la corriger.
Le dominicain Benito Arias Montano, chapelain du roi et savant linguiste, fut désigné comme directeur scientifique de l'entreprise. Il arriva à Anvers le 18 mai 1568 et se mit aussitôt au travail, établissant des rapports de confiance avec l'imprimeur. Son principal collaborateur fut François Ravlenghien (1519-1597), helléniste, hébraïste et arabisant formé dans les universités de Nuremberg et de Paris, qui avait enseigné un temps à Cambridge avant de devenir correcteur chez Christophe Plantin, et son gendre. Trois autres correcteurs ordinaires de l'imprimerie connaissaient le latin et le grec. On s'assura également la collaboration des orientalistes Andreas Masius et Guillaume Postel, du théologien Augustinus Hunnaeus. Guy Le Fèvre de La Boderie, disciple de Postel, arriva à Anvers avec son frère Nicolas, et tous deux prirent une part importante aux travaux.
L'idée de départ était de faire une seconde édition de la Bible polyglotte d'Alcalá, mais l'entreprise fut finalement plus ambitieuse. Benito Arias Montano avait apporté tous les manuscrits qu'Alfonso de Zamora avait préparés et révisés pour la Bible d'Alcalá. Depuis lors, d'autres travaux philologiques et exégétiques importants avaient été réalisés : en 1527, le dominicain Sante Pagnini avait publié une nouvelle version latine de la Bible, traduite plus exactement de l'hébreu et du grec ; en 1534, Sebastian Münster avait fait paraître un Ancien Testament en hébreu avec une traduction latine ; en 1542, le bénédictin Isidoro Chiari avait produit une Vulgate révisée où il n'apportait pas moins de huit mille corrections. Enfin en 1555, à Vienne, le chancelier d'Autriche Johann Albrecht Widmannstetter, assisté du prêtre syrien Moïse de Mardin et de Guillaume Postel, avait donné l'édition princeps du Nouveau Testament en syriaque. Guy Le Fèvre de La Boderie avait d'ailleurs retravaillé sur le manuscrit syriaque apporté d'Orient par Postel en 1550, en donnant en 1567 une translittération en caractères hébraïques et une traduction latine.
Christophe Plantin fit graver et fondre spécialement des caractères par Robert Granjon et Guillaume Le Bé. Pour les caractères hébraïques, on utilisa ceux qu'avait fait réaliser Daniel Bomberg pour son Mikraot Gedolot (1517), apport de Cornelis van Bomberghen, petit-neveu de l'imprimeur de Venise, associé de Plantin depuis 1563. À la fois les caractères et le papier étaient plus beaux que ceux de la Bible polyglotte d'Alcalá : Plantin y investit une grande partie de sa fortune. La Polyglotte d'Anvers constitua une avancée dans l'histoire de la technique de l'imprimerie.
L'impression commença en juillet 1568. On y employa soixante ouvriers qui ne cessèrent de travailler pendant quatre ans. Le premier tome fut achevé le 1er mars 1569, l'ensemble de l'ouvrage le 31 mai 1572. On fit un tirage de 1213 exemplaires (pour les cinq tomes de textes, moitié moins pour les autres) : 960 ordinaires, 200 meilleurs, 30 fins, 10 extra-fins et 13 sur parchemin.
L'ouvrage, en huit tomes, comprenait cinq langues : latin, grec, hébreu, judéo-araméen (les quatre déjà présentes dans la Bible d'Alcalá) et syriaque pour le Nouveau Testament (moins les 2e et 3e épîtres de Jean, la 2e de Pierre, l'épître de Jude et le Livre de l'Apocalypse, qui ne font pas partie du Canon biblique des Églises syriaques). Les quatre premiers tomes, contenant l'Ancien Testament, présentent l'hébreu avec sa traduction latine à côté en page de gauche, le grec avec sa traduction latine également à côté en page de droite, et en dessous le judéo-araméen du Targoum Onkelos à gauche avec sa traduction latine à droite. Le cinquième tome (Nouveau Testament) comprend le grec, le syriaque, leurs traductions latines respectives, et une translittération du syriaque en caractères hébraïques. Trois tomes sont consacrés à un apparatus sacer destiné à fournir tous les instruments d'une lecture érudite : grammaires, dictionnaires, « trésors » des diverses langues utilisées ; dix-huit traités de linguistique et d'archéologie ; des recueils de variantes et de notes critiques.

## Réaction
L'ouvrage suscita de nombreuses objections d'ordre théologique dans l'Église catholique romaine. Benito Arias Montano avait demandé son approbation au pape Pie V ; celui-ci lui reprocha d'avoir utilisé la version latine de Sante Pagnini plutôt que la Vulgate, et d'avoir donné trop de place dans l'apparatus à Sebastian Münster et à des références au Talmud. En avril 1572, Pie V annonça qu'il refusait son approbation. Arias Montano partit immédiatement pour Rome, mais le pape était mort le 1er mai. Philippe II fit pression sur son successeur Grégoire XIII qui finalement, le 20 octobre 1572, publia un bref approuvant l'ouvrage et le qualifiant d'« opus vere regium ». Mais l'appareil dut être réimprimé du 2 au 14 août 1573 pour tenir compte des critiques. Cependant l'Inquisition espagnole, saisie par Léon de Castro, professeur de langues orientales à l'université de Salamanque, ouvrit une information pour hérésie : Léon de Castro reprochait à Arias Montano d'avoir considéré Sante Pagnini comme un meilleur interprète des textes originaux que saint Jérôme. Arias Montano dut comparaître en 1576. L'inquisiteur Juan de Mariana conclut à des fautes réelles, mais insuffisantes pour justifier une interdiction de l'ouvrage. Le procès ne fut clos qu'en 1580.